# Fockendorf
Fockendorf település Németországban, azon belül Türingiában. Lakosainak száma 771 fő (2023. december 31.). Fockendorf Frohburg és Windischleuba községekkel határos.

## Népesség
A település népességének változása:
| Lakosok száma | 792  | 802  | 784  | 779  | 771  |
|               | 2017 | 2019 | 2021 | 2022 | 2023 |